# Yellowcatita
La yellowcatita és un mineral de la classe dels fosfats.

## Característiques
La yellowcatita és un vanadat de fórmula química KNaFe³⁺₂(Se⁴⁺O₃)₂(V⁵⁺₂O₇)·7H₂O. Va ser aprovada com a espècie vàlida per l'Associació Mineralògica Internacional en el mes d’agost de l'any 2024. Va ser publicada a la revista internacional Mineralogical Magazine per Anthony R. Kampf et al. en el mes de gener de 2025 amb el títol «Yellowcatite, KNaFe³⁺₂(Se⁴⁺O₃)₂(V⁵⁺₂O₇)·7H₂O, the first selenite-vanadate». Cristal·litza en el sistema hexagonal.
Segons la classificació de Nickel-Strunz pertany a «08.FE - Polifosfats, Poliarseniats, [4]-Polivanadats: ino-[4]-vanadats». Les mostres que van servir per a determinar l'espècie, el que es coneix com a material tipus, es troben conservades a les col·leccions mineralògiques del Museu d'Història Natural del Comtat de Los Angeles, a Los Angeles (Califòrnia) amb els números de catàleg: 76356, 76357 i 76358.

## Formació i jaciments
Va ser descoberta a la mina School Section #32, al districte de Thompson, també amomenat districte de Yellow Cat, al comtat de Grand (Utah, Estats Units). Aquest indret és l'únic de tot el planeta on ha estat descrita aquesta espècie mineral.